# Kabhi Khushi Kabhie Gham...
Kabhi Khushi Kabhie Gham... (en hindi कभी ख़ुशी कभी ग़म... 'de vegades felicitat, de vegades tristesa...') és una comèdia romàntica de Bollywood dirigida per Karan Johar, estrenada el 14 de desembre de 2001 i protagonitzada per Shahrukh Khan, Kajol, Amitabh Bachchan, Jaya Bachchan, Hrithik Roshan, Kareena Kapoor i Rani Mukherjee en una aparició especial. Es tracta de la segona pel·lícula del jove Johar (després de Kuch Kuch Hota Hai) i, encara que la història encara segueixi l'esquema convencional de les pel·lícules familiars de Bollywood, va resultar innovadora per la seva realització molt acurada, fins al punt d'establir un nou estàndard de qualitat per al cinema popular indi.
Es tracta de la realització índia més cara feta fins aleshores i va gaudir d'una promoció molt important. Al seu país va ocupar el segon lloc de venda d'entrades i a l'estranger es va convertir en la pel·lícula índia més taquillera de tots els temps (fins que, el 2006, aquest rècord va ser batut per la tercera pel·lícula del mateix Johar, Kabhi Alvida Naa Kehna): a la Gran Bretanya va ocupar el tercer lloc del box-office al cap de dues setmanes del seu llançament, posició que va mantenir durant més de tres setmanes; als Estats Units va assolir la 32a posició als Charts; i va ser la primera pel·lícula de Bollywood estrenada a Alemanya amb subtítols en alemany i de la que també se'n va fer una versió doblada.

## Argument
Yashavardan Raichand (Amitabh Bachchan) és un home de negocis indi immensament ric i poderós que estima la seva família per damunt de tot. A la vigília del seu 50è aniversari anuncia al seu fill gran, Rahul (Shahrukh Khan), que aviat serà l'hora que el succeeixi. Però quan s'assabenta que aquest darrer estima Anjalee (Kajol), una jove de classe inferior, i que no té cap intenció de casar-se amb Naina (Rani Mukherjee), la nora perfecta que se li havia designat, Yashavardan, terriblement decebut, dona un ultimàtum a Rahul perquè accepti el matrimoni previst.
Però Anjalee acaba de perdre el seu pare i, veient-la tan trista, Rahul pren consciència de la intensitat dels seus sentiments i del seu desig de protegir-la. Així que, sabent que el seu pare no s'avindrà a llur unió, es casen d'amagatons amb l'esperança que aquest l'acceptarà quan es trobi amb el fet acomplit. Mal els ho accepta: Yashavardan, sentint-se traït, confessa a Rahul que és un nen adoptat i li retreu de ser un fill indigne.
La jove parella, ferida, decideix mudar-se a Anglaterra i Rahul se'n va sense revelar a Rohan, el seu germà petit, ni les veritables raons ni el secret familiar descobert durant la disputa. Però deu anys més tard, Rohan (Hrithik Roshan) descobreix per casualitat aquest secret i decideix, sense dir-ho als pares, anar-se'n a Anglaterra per retrobar Rahul i reconciliar la família.

## Música i danses
La banda sonora compta amb 11 cançons. La música és de Jatin-Lalit, Sandesh Shandilya i Aadesh Shrivastava i les lletres de Sameer, excepte per la cançó Suraj Hua Maddham, escrita per Anil Pandey. L'àlbum va tenir molt èxit i es va convertir la millor venda de banda sonora de Bollywood de l'any. Les coreografies són de Farah Khan.
| Número | Cançó                                    | cantant(s)                                                                                       | Durada |
| ------ | ---------------------------------------- | ------------------------------------------------------------------------------------------------ | ------ |
| 1      | Kabhi Khushi Kabhie Gham                 | Lata Mangeshkar                                                                                  | 7:55   |
| 2      | Bole Chudiyan                            | Sonu Nigam, Udit Narayan, Alka Yagnik, Kavita Krishnamurthy, Amit Kumar                          | 6:50   |
| 3      | You Are My Soniya                        | Sonu Nigam, Alka Yagnik                                                                          | 5:45   |
| 4      | Suraj Hua Maddham                        | Sonu Nigam, Alka Yagnik                                                                          | 7:08   |
| 5      | Say Shava Shava                          | Udit Narayan, Alka Yagnik, Sudesh Bhonsle, Aadesh Shrivastava, Sunidhi Chauhan, Amitabh Bachchan | 6:50   |
| 6      | Yeh Ladka Hai Allah                      | Udit Narayan, Alka Yagnik                                                                        | 5:28   |
| 7      | Kabhi Khushi Kabhie Gham - Sad (1ª part) | Sonu Nigam                                                                                       | 1:53   |
| 8      | Deewana Hai Dekho                        | Sonu Nigam, Alka Yagnik, Kareena Kapoor                                                          | 5:46   |
| 9      | Kabhi Khushi Kabhie Gham - Sad (2ª part) | Lata Mangeshkar                                                                                  | 1:53   |
| 10     | Soul of K3G                              | instrumental                                                                                     | 2:18   |
| 11     | Vande Mataram                            | Usha Uthup, Kavita Krishnamurthy                                                                 | 4:15   |

## Premis
La pel·lícula ha rebut nombrosos premis, entre els quals es poden destacar els Filmfare Awards de 2002 a la millor actriu (Kajol), millor actriu secundària (Jaya Bachchan), millors diàlegs (Karan Johar), millor direcció artística (Sharmishta Roy) i millor escena de l'any.